# Biblioteca Irlandesa Princesa Grace
La Biblioteca Irlandesa Princesa Grace se encuentra en Mónaco.

## Fundación y colecciones
Inaugurada en noviembre de 1984 por Rainiero III en honor del origen irlandés de la  Princesa Grace, contiene la colección personal de la princesa de libros irlandeses y estadounidenses de origen irlandés, y  partituras.
La biblioteca fue cofundada por el novelista Anthony Burgess.

## Eventos y publicaciones
La biblioteca regularmente patrocina conferencias públicas y monografías literarias. La biblioteca también recibió en el momento de su creación una gran base de datos, con referencias globales y definitivas de los escritores irlandeses, pero esta información privilegiada ya está disponible en la web Ricorso.

## Becas
En asociación con el Fondo de Irlanda de la ciudad de Mónaco, se han establecido becas residenciales para permitir a los escritores, literarios y académicos nacidos o residentes en Irlanda llevar adelante un proyecto en curso durante su residencia durante un mes en la Biblioteca. Las becas están disponibles en primavera y el otoño.